# Foresta mista laurenziana

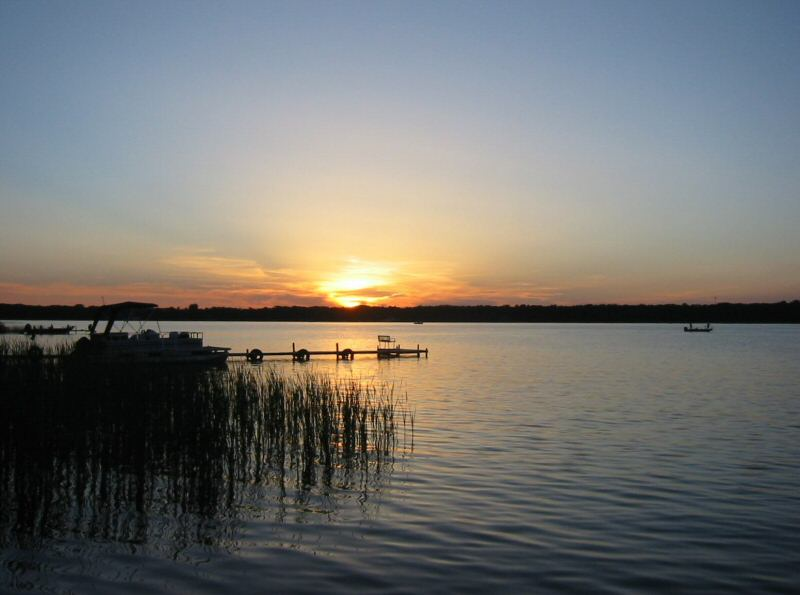
Tramonto su un lago a nord del Minnesota.

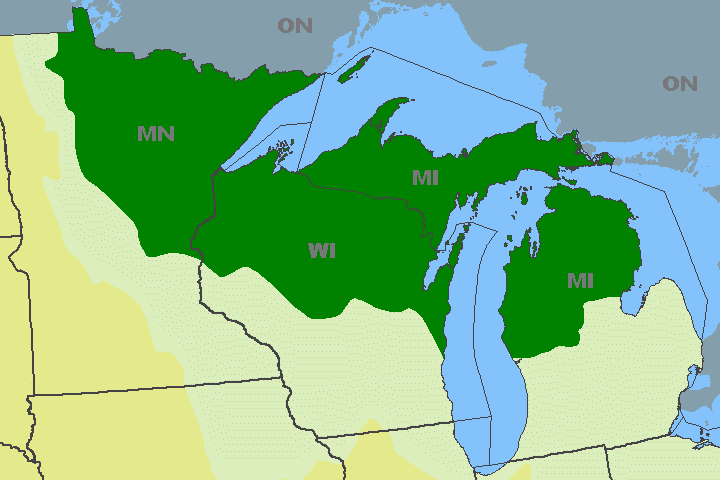
La Foresta mista laurenziana negli Stati Uniti.

La provincia della Foresta mista Laurenziana, conosciuta anche come North Woods, è un'ecoregione forestale fra il Canada e gli Stati Uniti. In Canada si trova nell'Ontario intorno ai Grandi Laghi e il fiume San Lorenzo attraverso il Québec fino alla città di Québec. Negli Stati Uniti consiste in una vasta regione a nord del Minnesota, del Wisconsin e del Michigan (Michigan settentrionale e la Penisola superiore) e le aree boschive del New England.
L'area è una zona di transizione del bioma a foresta temperata fra la vera foresta boreale a nord e il Big Woods (o Grand Bois) a sud, con caratteristiche di ciascuna.  Presenta aree di copertura forestale sia a latifoglie che a conifere, e specchi d'acqua che vanno dai laghi ad acquitrini di conifere e paludi. Le conifere includono pini, abeti, abeti rossi, e ginepri; specie decidue includono pioppi tremoli, querce, Betula papyrifera, Sorbus sorbus e aceri.
Dopo che i taglialegna se ne andarono alla fine del XIX secolo, delle casette vennero costruite quali campi da pesca e arrivarono col treno benestanti che facevano sport. Negli anni venti, furono costruite strade e le automobili divennero più convenienti. I successivi quarant'anni furono l'età d'oro dei luoghi di vacanza sui laghi dei North Woods. L'afflusso di famiglie continuò verso nord, e le ora familiari capanne di tronchi a travi massicce con camino in pietre da campo, fondamenta rocciose divennero sinonimo dei North Woods. Alla fine degli anni quaranta e cinquanta, l'espansione continuò. Tuttavia, oggi, solo poche capanne in stile classico sopravvivono per dare una sensazione dell'età d'oro.

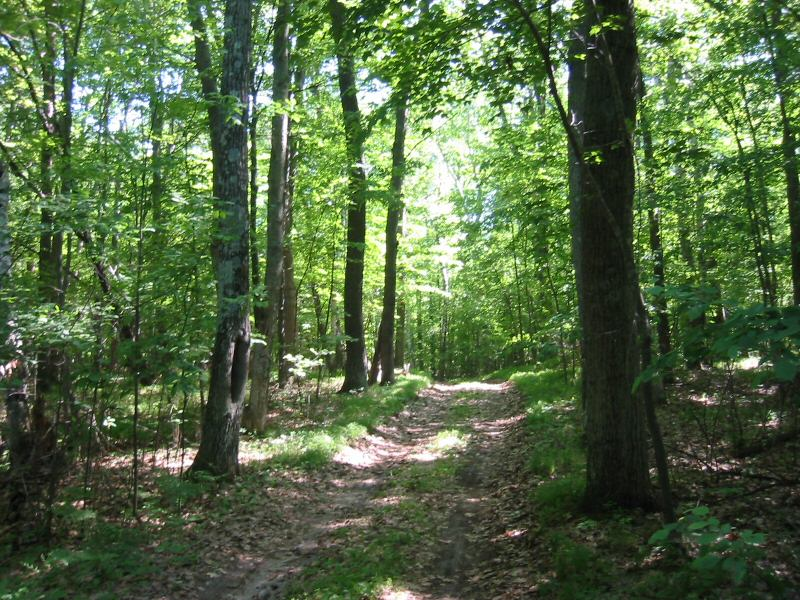
Una strada sterrata nella foresta.